# White Sewing Machine
La White Sewing Machine (Macchina da cucire White) fu la prima macchina da cucire della White Sewing Machine Company. Utilizza una spoletta volante vibrante come rocchetto; per questo motivo e per differenziarne il tipo dai successivi White a rotary-hook fu chiamata White Vibrating Shuttle o White VS.
Nel 1879 costava dai 50US$ ai 125US$ dipendente dal tipo di cabinet utilizzato. Fu creata anche una versione "3/4ths" chiamata "White Peerless".

## Storia

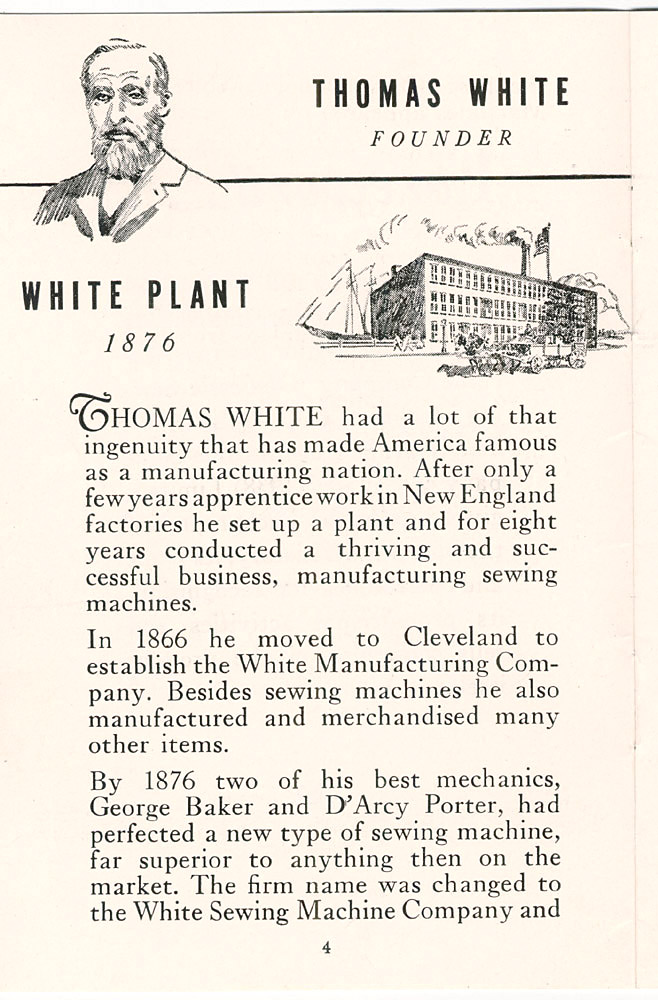
Pagina di un catalogo White

D'Arcy Porter e George W. Baker disegnarono la macchina e ne furono gli inventori sui sei brevetti originali, datati 1876-1877. La letteratura successiva scrisse chiamandoli "due dei migliori meccanici di White" che hanno "perfezionato un nuovo tipo di macchina da cucire, superiore di gran lunga a qualsiasi altra sul mercato".
Al tempo la macchina era la porta bandiera della White Sewing Machine Company.
La White VS fu la prima macchina ad usare la spoletta vibrante come rocchetto introdotta sul finire degli anni '70 del XIX secolo. Allen B. Wilson l'aveva inventata 26 anni prima.

## Produzione

### Versioni
| Anno      | Modello | Shuttle    | Foto | Note                                            |
| --------- | ------- | ---------- | ---- | ----------------------------------------------- |
| 1876-1882 | VS I    | barca      | ?    | controllo tensione sul braccio superiore        |
| 1882-1886 | VS IIa  | barca      | ?    | dado tensionatore su testa inferiore senza dial |
| 1886-1889 | VS IIa  | pallottola | ?    | dado tensionatore su testa inferiore senza dial |
| 1889-1892 | VS IIb  | pallottola | ?    | dado tensionatore su testa inferiore senza dial |
| 1893-1928 | VS III  | pallottola |      | dado tensionatore su testa superiore senza dial |

### Portatili
White sviluppò versioni "3/4ths" per essere portatili, come la Singer sviluppò il modello "3/4ths" VS-3/28/128.
Fu chiamato Peerless:
| Versione           | Basata su     | Foto | Note                                                         |
| ------------------ | ------------- | ---- | ------------------------------------------------------------ |
| Peerless           | VS I          | ?    | tensionatore montato sul braccio superiore come la VS I      |
| White Peerless     | VS IIa or IIb | ?    | tensionatore montato su testa inferiore come al VS IIa e IIb |
| New White Peerless | VS III        |      | tre varianti A, B e C                                        |
| Gem                | ?             | ?    | molto piccolo, e diverso dalla VS e Peerless                 |

### Cambiamenti nelle spolette
La prima versione della White Sewing Machine usava una spoletta volante a barca ("boat") paragonabile alle sue contemporanee transverse shuttle. Nel 1886 la forma della spoletta cambiò in una forma a pallottola. Il cambiamento fu dovuto all'introduzione da parte di Singer del modello 27, dell'anno precedente, derivato a sua volta da una macchina White.
| Versione     | Spoletta                        | Parte numero                   |
| ------------ | ------------------------------- | ------------------------------ |
| VS I, VS IIa |                                 | 85 (corpo), 94 (rocchetto)     |
| VS IIa       |                                 | ?                              |
| VS IIb       |                                 | 282 (corpo), 321 (rocchetto)   |
| VS III       | spoletta originale 1893-1900    | 349 (assieme), 321 (rocchetto) |
| VS III       | ?                               |                                |
| VS III       | 1554 (assieme), 321 (rocchetto) |                                |

### Versioni speciali
White produsse versioni VS oltre la Peerless: Franklin (stesso nome della Singer model 27 clone prodotto successivamente), Mason D, Minnesota E e Queen.